# رودولفو لوزانو
رودولفو لوزانو (بالإنجليزية: Rodolfo Lozano)‏ هو قاضي ومحامي أمريكي، ولد في 10 يوليو 1942 في إيست شيكاغو في الولايات المتحدة، وتوفي في 11 يوليو 2018.